# Benjamin Albert Rolfe
Benjamin Albert Rolfe , también conocido como Ba Rolfe, (24 de octubre de 1879 - 23 de abril de 1956) fue un músico estadounidense, llamado, "The Boy Trumpet Wonder" (el niño prodigio de la trompeta), que trabajó como director de orquesta, artista de grabación, locutor de radio y productor de cine.

## Biografía
Nació el 24 de octubre de 1879, en Brasher Falls, Nueva York, hijo de Albert Rolfe, fundador de una de las primeras orquestas de baile de los Estados Unidos.

A los 8 años tocaba la flauta y la trompeta en la banda de su padre, recorriendo la costa este de Estados Unidos y Europa. Después de la secundaria, trabajó como payaso musical en un circo ambulante hasta que se unió a la Orquesta del Teatro Majestic en Utica, Nueva York. En el Conservatorio de Música de Utica fue jefe del departamento de instrumentos de metal. Atraído de nuevo por el mundo del espectáculo, a principios del siglo XX, trabajó en el vodevil, produciendo una revista y siguiendo como director de orquesta.
En 1914, Rolfe dedicó su talento al incipiente negocio cinematográfico y fundó su propia productora, "Rolfe Photoplays Inc".  Aunque filmó en California, las producciones de Rolfe se realizaron principalmente en Fort Lee, Nueva Jersey y sus alrededores , y se distribuyeron a través de un acuerdo con "Metro Pictures Corporation" de Louis B. Mayer. La compañía de Rolfe produjo más de 50 películas mudas, varias de las cuales fueron colaboraciones con el director y guionista Oscar AC Lund, incluido el drama de 1916 (El divorcio de Dorian), protagonizado por Lionel Barrymore.
Adquirió Dyreda Art Film Company en 1915.
La última producción de su compañía cinematográfica fue la serie de misterio de 15 capítulos, "The Master Mystery" (1919), protagonizada por Harry Houdini. La crisis de 1919 produjo dificultades económicas en "Rolfe Photoplays Inc". y antes de 1920 se ganaba la vida produciendo y dirigiendo películas para Metro Pictures y otras pequeñas productoras independientes como "AH Fischer, Inc"., para la que produjo "Incluso como Eva" y dirigió "Man and Woman", ambas estrenados en 1920. El último esfuerzo como director de Rolfe fue "Miss 139" (1921) de AH Fischer, notable porque logró obtener una actuación creíble de la estrella Diana Allen, la ex chica de Ziegfeld Follies, 
con menos talento pero muy hermosa. También protagonizó "Man and Woman".
Después de dejar el negocio del cine, BA Rolfe se estableció como solista, instructor de música y productor de vodevil. Trabajó con Vincent Lopez en 1924 y 1925. Inspirado por Paul  Whiteman, en 1926 había reunido su propia orquesta. Fue anunciado como "BA Rolfe (Virtuoso trompetista) y su "Palais D'Or Orchestra", en 1928 estaba actuando en la radio y grabando como "BA Rolfe and his Lucky Strike Orchestra" para "Edison Records". Rolfe fue un artista exclusivo de Edison desde 1926 hasta octubre de 1929, cuando Edison suspendió su contrato.
Rolfe hizo transcripciones eléctricas a principios de la década de 1930 e hizo dos cortos de Vitaphone en 1934 y 1935. En 1935-1936, Rolfe fue el líder de "The Goodrich Silvertown Orchestra". Sus transmisiones de radio se realizaron hasta fines de la década de 1930, tiempo durante el cual él y su orquesta tocaron música con el patrocinio de "Believe It or Not!" en  la NBC . Rolfe también narró los programas, describiendo en las ondas una "historia de maravillas" de Robert Ripley . Con el inicio de la Segunda Guerra Mundial, Rolfe organizó una orquesta de mujeres para interpretar canciones patrióticas.

## Fallecimiento
A la edad de 76 años, murió de cáncer en Walpole, Massachusetts.

## Filmografía seleccionada
- Destino (1915)
- Cora (1915)
- El rastro de la sombra (1917)
- Señorita Robinson Crusoe (1917)
- La duquesa de la duda (1917)
- La niña sin alma (1917)
- La barricada (1917)
- El forastero (1917)
- La voz de la conciencia (1917)
- El sendero sinuoso (1918)
- El reclamo (1918)
- Rompedores por delante (1918)
- La bella de la temporada (1919)
- Fácil de ganar dinero (1919)
- Un grito en la noche (1919)
- Love Without Question (1920) un misterio de Old Dark House
- El negocio de una mujer (1920)